# Jean Louis Duport
Jean Louis Duport (París, Illa de França, 4 d'octubre de 1749 - 7 de setembre de 1819) fou un violoncel·lista i compositor parisenc.
Va rebre lliçons del seu germà Jean Pierre Duport (1741-1818), al qual avantatjà ben aviat, fent-se famós quan a penes contava vint anys. Va tenir entre els seus alumnes a Jean-Henri Levasseur i Jacques-Michel Hurel de Lamare. El 1789, en els primers disturbis de la Revolució, emigrà a Prússia al costat del seu germà, i fou emprat en la música de la cort de Berlín, aconseguint el mateix èxit que a Londres, on havia romàs anteriorment amb el músic anglès John Croadill.
Retornà a França el 1806, però no podent assolir en el seu país una posició decorosa, fos per la fredor del públic o per intrigues dels seus col·legues, acceptà les ofertes de Carles IV, que llavors estava a Marsella, el qual el prengué al seu servei. Tornat de nou a França el 1812, va poder ingressar en l'orquestra de l'emperadriu, i després en la de l'emperador i, finalment, en el Conservatori com a professor i, on va tenir entre altres alumnes en Platel.
Per a violoncel va compondre:
Sis concerts;
Quatre obres de sonates, amb acompanyament de baix;
Tres duos per a violoncels;
Vuit aires variats, amb orquestra o quartet;
Dos aires per a violí i violoncel;
Romança, amb acompanyament de piano;
Nou nocturns per a arpa i violoncel;
Una Fantasiaper a violoncel i piano;
I va escriure un Essai sur le doigter du violoncelle et la conduite de l'archet, avec une suite d'exercices.